# Dugesia agilis
Dugesia agilis är en plattmaskart. Dugesia agilis ingår i släktet Dugesia och familjen Planariidae. Inga underarter finns listade i Catalogue of Life.